# Sedes sapientiae

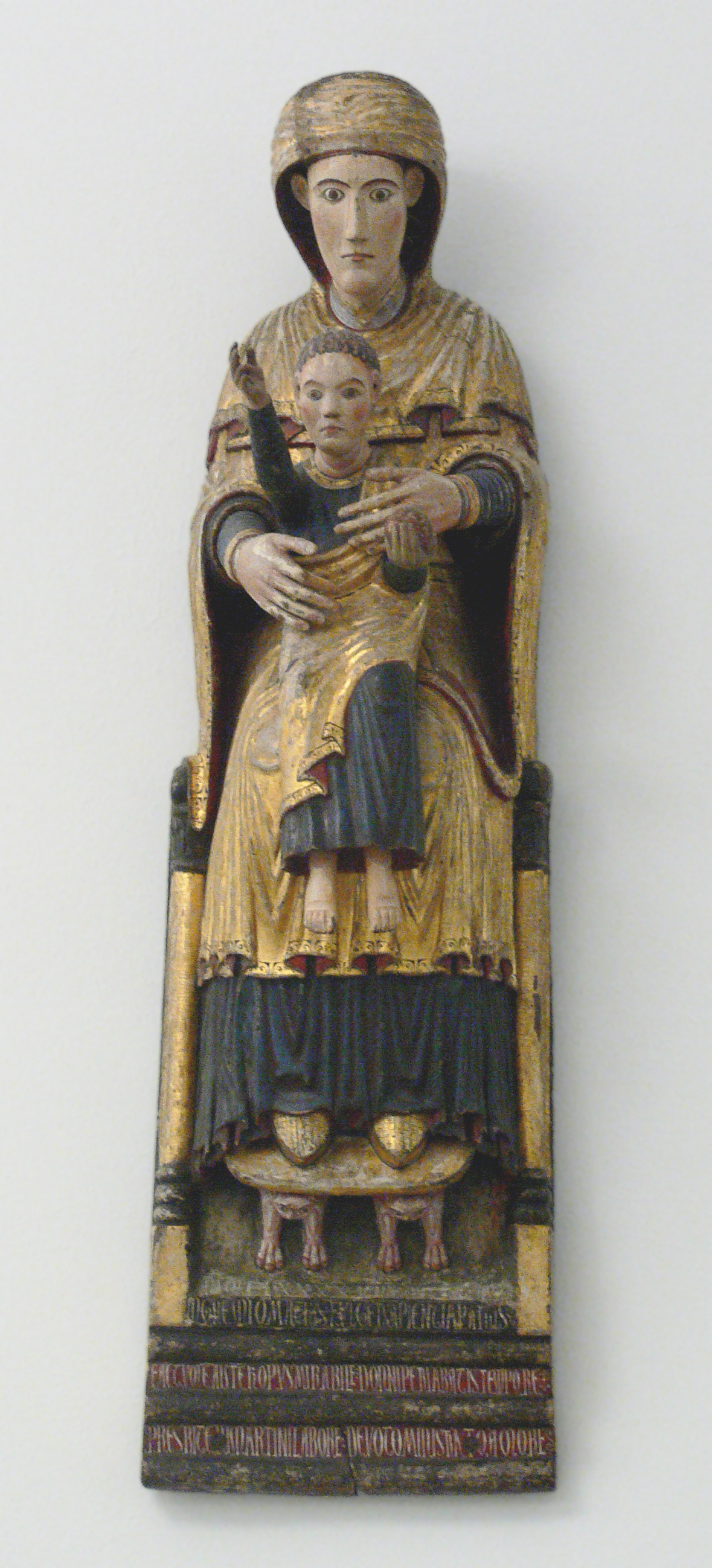
Maria als Sedes sapientiae (Italiaans, 1199, Bode-Museum, Berlijn)

De Sedes sapientiae (Latijn voor Zetel der wijsheid) is een Latijnse term uit de iconografie van Maria, de moeder van Jezus.
Zetel der wijsheid is een van de omschrijvingen van de Maria in een litanie van de heilige Maagd Maria (Litanie van Loreto). In de beeldende kunst verwijst de titel naar afbeeldingen waarbij Maria, gezeten op een troon, het kind Jezus op haar schoot vasthoudt en daarbij vaak een scepter in haar rechterhand heeft. Het Christuskind heeft soms in zijn hand een wereldbol (als symbool van Gods heerschappij over de schepping) of een open boek (als teken van zijn leraarsambt).

## Oorsprong
De Sedes sapientiae-voorstelling is van oorsprong Byzantijns en werd vanaf de 11e eeuw ook populair in de westerse kerk. Afbeeldingen van Maria als Zetel der Wijsheid kwamen het eerst voor in de Oosterse religieuze kunst (vanaf de 7e eeuw); in het Westen komt de afbeelding eerst in miniaturen voor (9e/10e eeuw), daarna ook als sculptuur (11e/12e eeuw). In Italië spreekt men ook van maesta. Als een van de bekendste latere voorbeelden binnen deze vormtypologie geldt de 14e-eeuwse Maestà van Duccio di Buoninsegna.

## Voorkomen

### België
Historische Sedes sapientiae uit de romaanse periode, zijn zeldzaam. Bewaarde exemplaren:
- de Sint-Bavo kerk van Erpe-Mere (ca.1230),
- de Sint-Leonarduskerk van Zoutleeuw,
- Sint-Maternusbasiliek van Walcourt (10e/11e eeuw),
- de Onze-Lieve-Vrouwekerk van Alsemberg (ca. 1200),
- de Sint-Jan-de-Doperkerk te Luik (ca. 1235),
- de Sint-Martinusbasiliek te Halle (midden 13e eeuw),
- de Sint-Hubertus en Vincentiuskerk in Zolder (ca. 1225),
- het M - Museum Leuven,
- de Sint-Pieterskerk van Leuven (15e eeuw),
- het Gruuthusemuseum te Brugge,
- de Koninklijke Musea voor Kunst en Geschiedenis in Brussel,
- het Grand Curtius in Luik.

#### Zegel
Een afbeelding van de Sedes Sapientiae is sinds 1909 ook opgenomen in het zegel van de Katholieke Universiteit Leuven; de afbeelding stelt het 15e-eeuws Leuvense Sedes Sapientiae-beeld uit de Sint-Pieterskerk van Leuven voor, met daaronder het jaartal 1425, het jaar waarin de universiteit werd gesticht; het geheel omringd met de tekst Universitas catholica Lovaniensis. Sedes sapientiae.

### Frankrijk
- de Basilique collégiale Notre-Dame te Beaune (13e eeuw).

### Nederland
In Nederland bevinden zich Sedes sapientiae onder andere in 
- de abdijkerk van Rolduc (13e eeuw),
- de Sint-Servaasbasiliek te Maastricht (ca. 1285),
- de Onze-Lieve-Vrouwekapel in Sint-Odiliënberg (13e eeuw),
- het Museum Catharijneconvent te Utrecht,
- het Bonnefantenmuseum te Maastricht (eind 13e eeuw).

### Spanje
In Spanje zijn er in Catalonië verschillende waardevolle exemplaren bewaard.
- het Museo Frederic Marès is gekend voor zijn rijke verzameling.
- de Zwarte Madonna van Montserrat

## Galerij

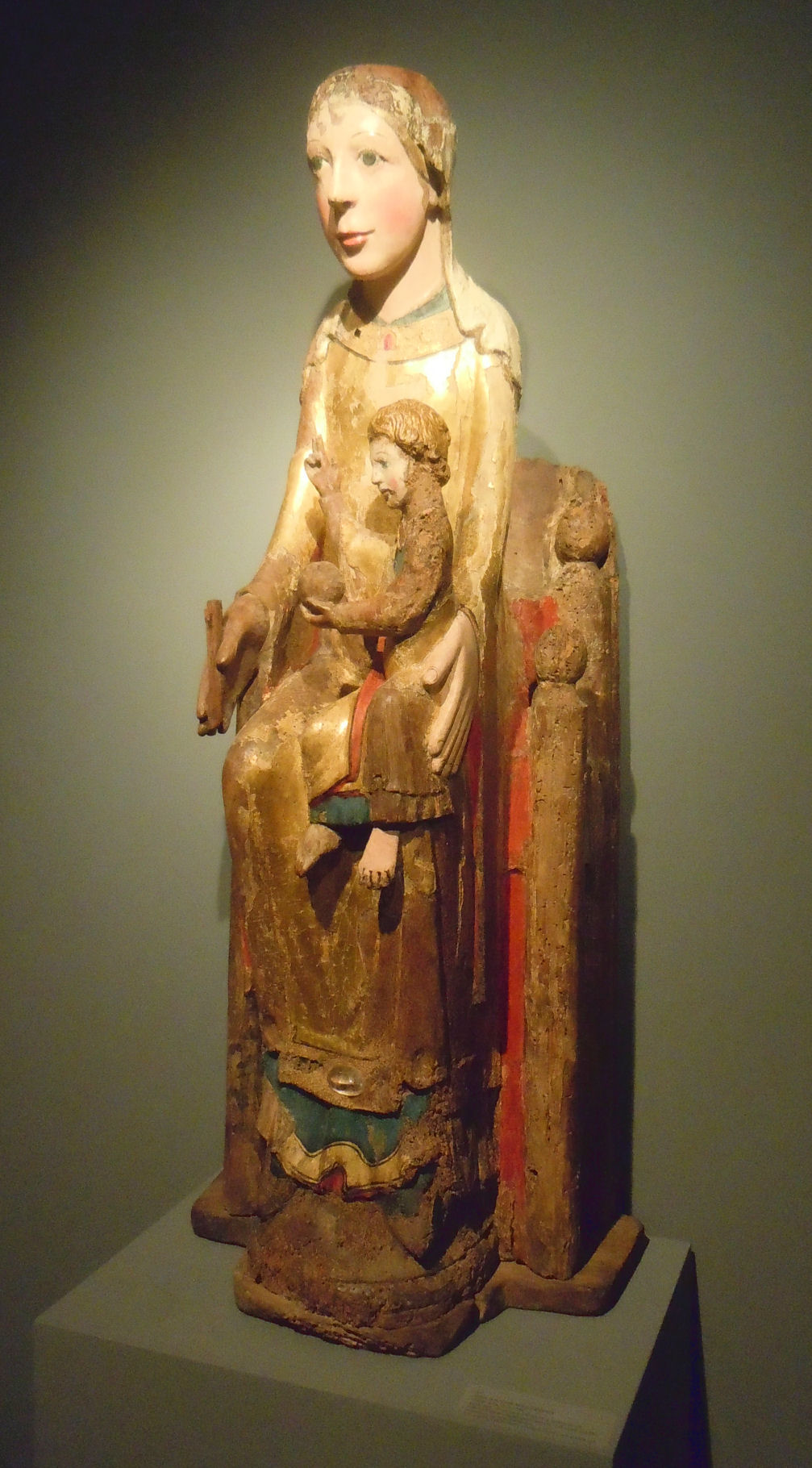
Beeld aangeboden op Tefaf.
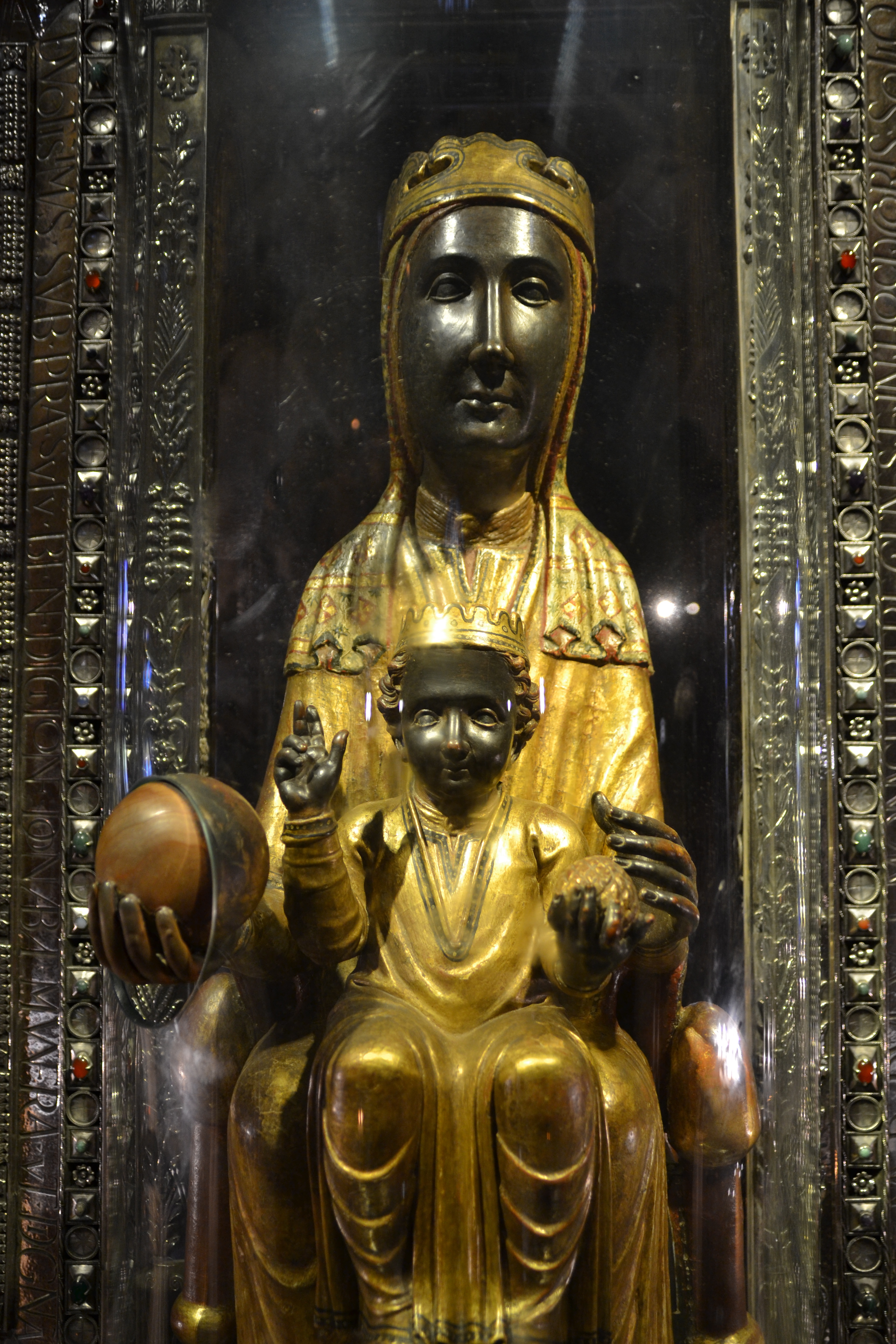
OLV van Montserrat, Spanje
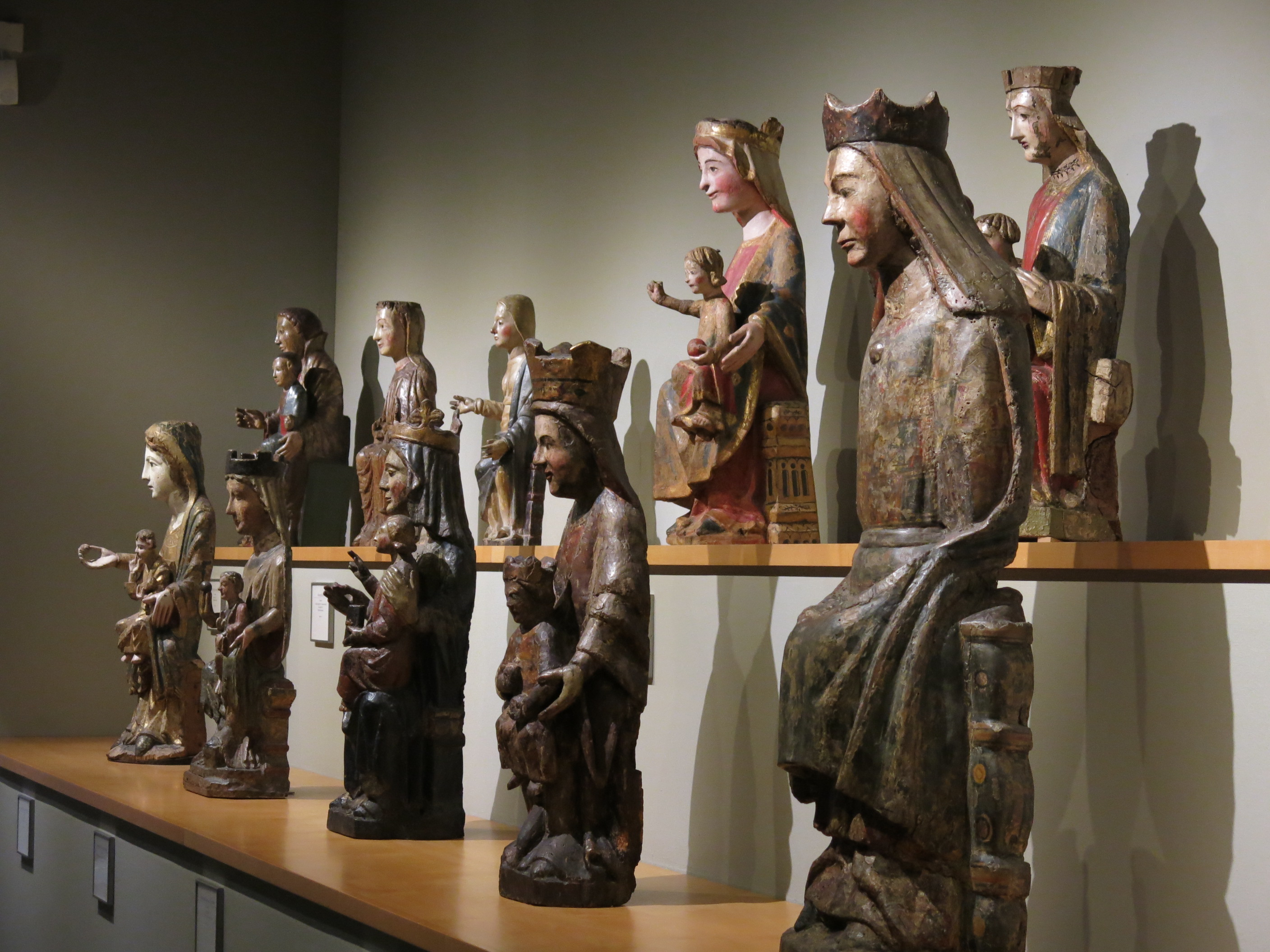
Verschillende exemplaren in het Museo Frederic Marès, Barcelona
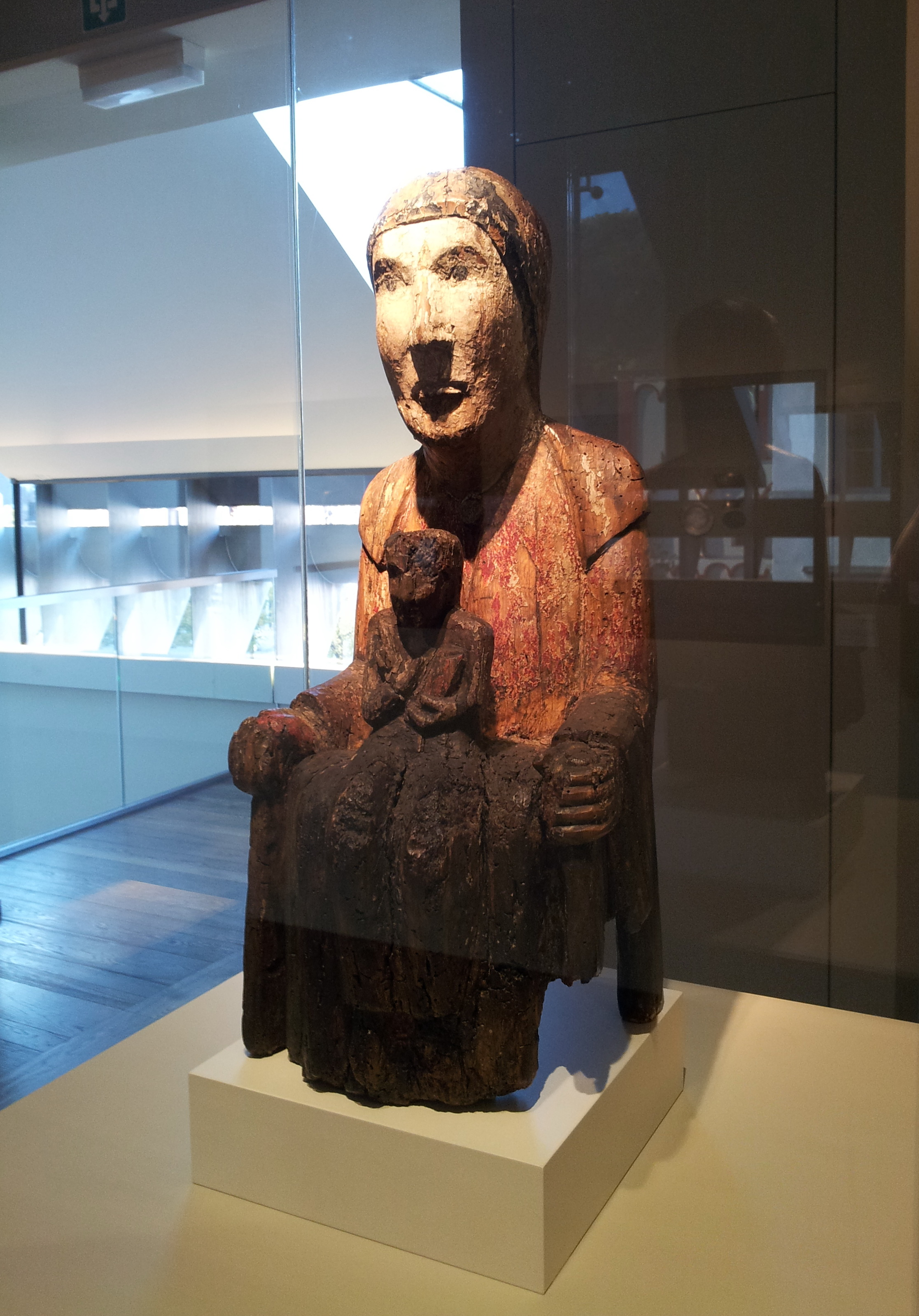
Vierge d'Évegnée (ca. 1060-70) Luik, verzameling Grand Curtius